# Alta Sagra
La Alta Sagra es una comarca histórica que se encuentra entre los ríos Tajo y Guadarrama, al norte de la provincia de Toledo, entre cuyos municipios destacan, Esquivias, Illescas, Seseña y Carranque. Pertenece a la comarca de La Sagra, formada por la Sagra Alta y la Sagra Baja.
En Esquivias vivió Miguel de Cervantes durante tres años, en la casa de Alonso Quijada, tras casarse con Catalina de Palacios.
Illescas tiene orígenes griegos, llegó a tener una población de 12.000 personas en el siglo XVI, que luego disminuyó y ha sido superada ampliamente en la actualidad debido al boom inmobiliario, que ha representado la construcción de numerosos barrios residenciales nuevos. Destaca el santuario de la Virgen de la Caridad con cuadros de El Greco.
Carranque es otra localidad en rápido crecimiento que posee a poca distancia y junto al río Guadarrama, el parque arqueológico de Carranque, donde se encuentran los restos de una basílica y la villa de Materno, una casa romana de unos mil metros cuadrados construidos con magníficos mosaicos en buen estado de conservación.
Seseña localidad con un crecimiento de población exponencial en los últimos años, el cuarto con más población de la provincia de Toledo. Con asentamientos desde la prehistoria y poblado por fenicios, griegos, romanos, visigodos, árabes, gracias a su comercio con la sal de las Salinas Espartinas, y a su producción de vino. Cuenta con el castillo de Puñoenrostro y con una zona ZEPA (Zona de Especial Protección para las Aves) por sus humedales.
La mancomunidad de municipios de la Alta Sagra está formada por los siguientes municipios, en orden alfabético: Borox, Carranque, Cedillo del Condado, Cobeja, Esquivias, Illescas, Numancia de la Sagra, Palomeque, Pantoja, Seseña, Ugena, El Viso de San Juan, Yeles y Yuncos.
- Datos: Q5670758